# GN Store Nord
Die GN Store Nord (engl. Great Northern) ist eine Unternehmensgruppe mit Sitz in Dänemark, die im Jahr 1869 gegründet wurde und am 1. Januar 1872 die telegrafische Verbindung von Europa über Russland in den Fernen Osten eröffnete. Im Jahr 1928 wurde als Dachgesellschaft eine Holding geschaffen.

## Geschichte
Die GN entstand auf Initiative Carl Frederik Tietgens durch Zusammenschluss mehrerer neu gegründeter multinationaler europäischer Telegrafiegesellschaften und ein erweitertes Geschäftsmodell. Tietgen erreichte eine Vereinbarung mit dem russischen Zaren, exklusiv Seekabel auf dem Gebiet Russlands verlegen und betreiben zu dürfen und eine Leitung durch Sibirien gelegt zu bekommen. Im Jahr 1870 zog die GN das erste Seekabel in Hongkong an Land. Um das Jahr 1900 besaß die GN zwei Netze von jeweils rund 6000 km Leitungslänge in Nordeuropa und Ostasien. Das eine verband Frankreich, Großbritannien, Dänemark, Schweden, Finnland und Island, das andere Russland, China, Hongkong und Japan, und beide verband die Lebensader durch Russland. Der Aufwand erwies sich als immens und erforderte eine nachträgliche Vervielfachung des Stammkapitals. Doch vom Jahr 1918 bis zum Jahr 1945 konnte aus politischen Gründen keine konkurrierende Verbindung geschaffen werden, was die GN zum einträglichsten Unternehmen Dänemarks machte. In den 1920er Jahren beauftragte GN Forschung im Bereich der Funktechnik.
Nach dem Zweiten Weltkrieg führte das Unternehmen eine Restrukturierung durch. 1947 wurde mit der Herstellung von Funktechnik unter dem Namen Storno begonnen.

### Seit 2000
Nach der Jahrtausendwende sind die meisten Mitarbeiter mit Medizintechnik befasst und erzielen damit auch den größten Erlös. Neben dieser Sparte GN ReSound mit den Hörsystemen, die 1999 erworben wurde, ist die Sparte GN Audio mit Headsets der Marke Jabra das zweitbedeutendste Geschäftsfeld; Jabra wurde im Jahr 2000 zugekauft.
2005 übernahm GN die deutsche Interton Electronic Hörgeräte aus Bergisch Gladbach. Die deutsche Niederlassung befindet sich in Münster.
GN Store Nord beschäftigte 2012 etwa 4.600 Mitarbeiter.
Im Jahr 2014 erschien das weltweit erste Made-for-iPhone-Hörgerät mit direktem Streaming von Stereo-Signalen (ReSound LiNX). Mitte 2016 wurde Resound mit den Marken Beltone, Interton, Otometrics in GN Hearing umbenannt. Der Name der Kopfhörer-Sparte GN Netcom wurde zu GN Audio geändert.

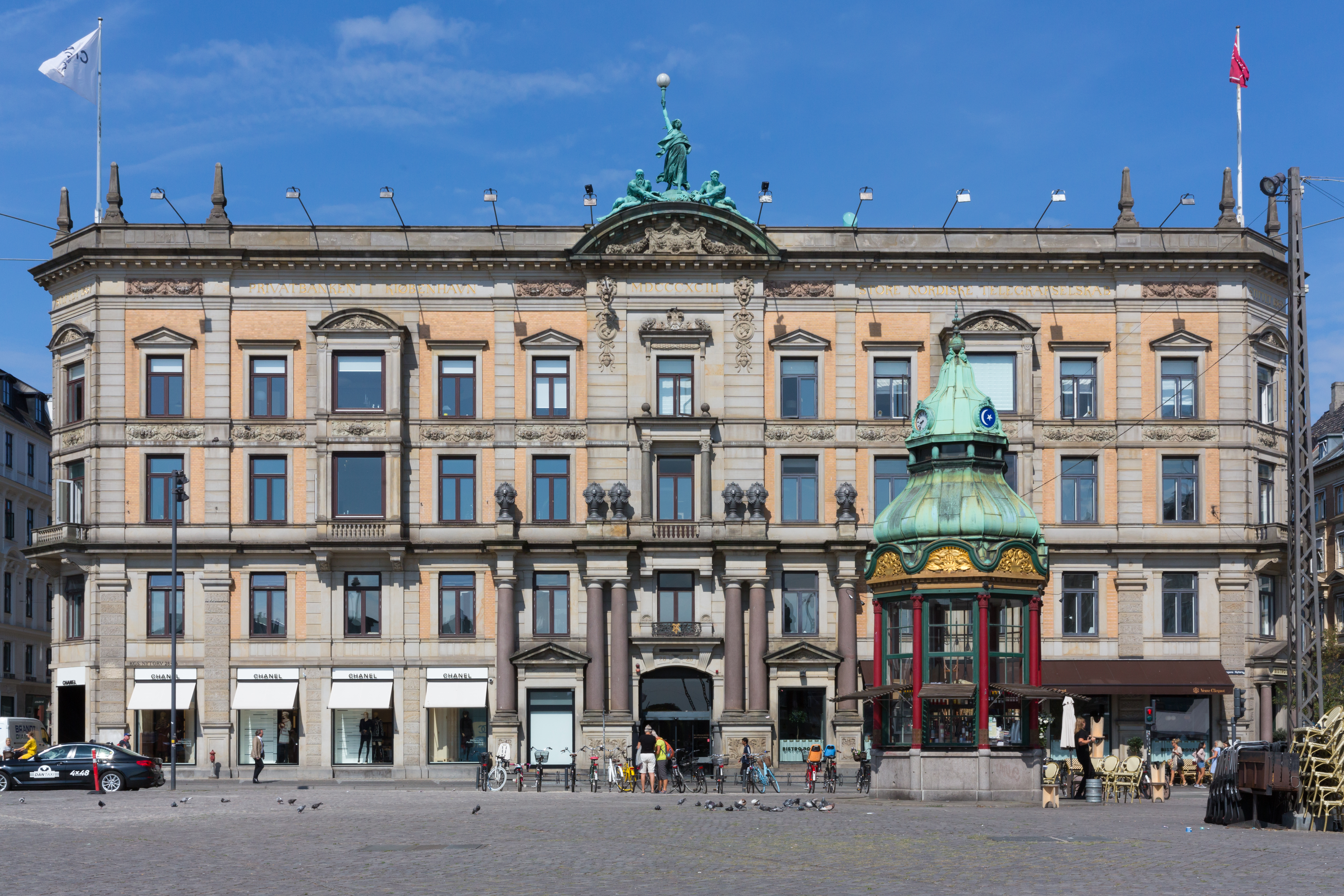
Der frühere Sitz in Kopenhagen.
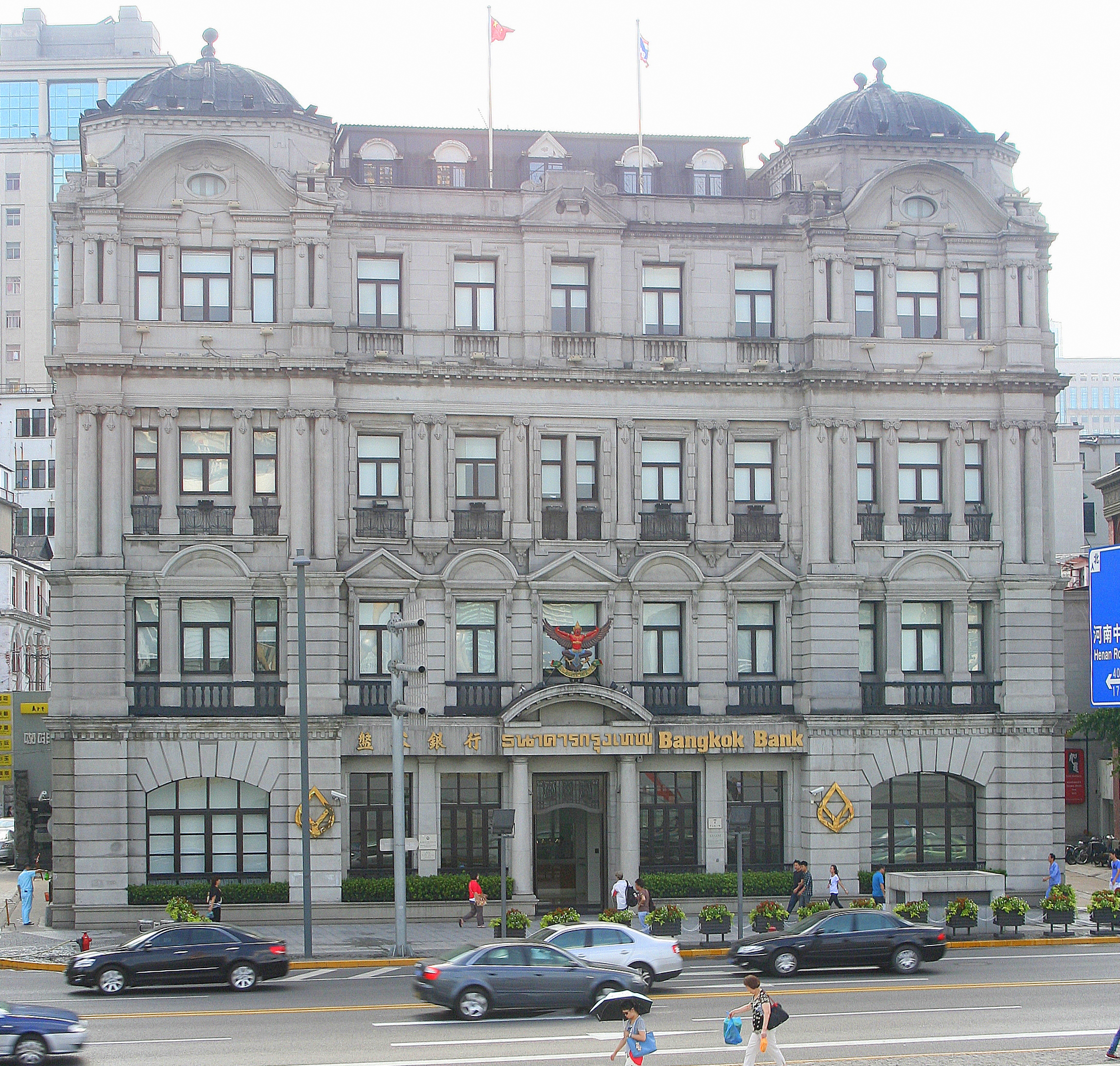
Die frühere Niederlassung in Shanghai.